# 二俣 (市川市)
二俣（ふたまた）は、千葉県市川市にある地名。現行行政地名は二俣一丁目および二俣二丁目と二俣（丁目なし）。郵便番号は272-0001。旧東葛飾郡二俣村。

## 概要
当地区周辺は工業地帯であったが、昨今はマンションも増加し住宅地としての機能も持ちつつある。町内には市川市立二俣小学校や東京経営短期大学、京葉道路、大塚商会、日本通運などがある。かつては東京エアカーゴシティターミナルがあったことから、現在も航空貨物各社の倉庫や物流センターが多い。
所々に畑や市街化調整区域もあり、きれいに区画整理されている所はあまりないが、現在は新たな市街地の整備計画で防災機能の確保と江戸川を始めとする地域の特性を生かした緑の拠点となる公園の整備が予定されている。隣の高谷地区では外環道や江戸川を渡る妙典橋が整備されたため今後はさらに変化するとされる。だが、改善があまり進んでおらず、土地の有効利用など、早期改善が望まれていても現時点ではまだ何も決まっていない状況である。
周辺は船橋市に接しており、地区住民が生活する中では、船橋市側の人々との関わりが強い。また、近くに船橋市との境界が走っているせいか、市境問題がなかなか解決されていない。
当地区の最寄り駅は武蔵野線･総武本線および東京地下鉄東西線･東葉高速鉄道の西船橋駅、原木中山駅、京葉線二俣新町駅なっており、東京都区部への交通の利便性は良い。

### 地名の由来
「行徳と成田を結ぶ古い成田街道がここの古い集落の中で葛飾神社への道と分かれた」ということに由来しているという。。

### 地価
住宅地の地価は、2014年（平成26年）1月1日の公示地価によれば、二俣1-9-17の地点で12万8000円/m2となっている。

## 世帯数と人口
2017年（平成29年）9月30日現在の世帯数と人口は以下の通りである。
| 町丁・丁目 | 世帯数    | 人口    |
| ---------- | --------- | ------- |
| 二俣       | 61世帯    | 74人    |
| 二俣一丁目 | 1,115世帯 | 2,215人 |
| 二俣二丁目 | 1,177世帯 | 2,149人 |
| 計         | 2,353世帯 | 4,438人 |

## 小・中学校の学区
市立小・中学校に通う場合、学区は以下の通りとなる。
| 丁目・町丁 | 番地     | 小学校             | 中学校             |
| ---------- | -------- | ------------------ | ------------------ |
| 二俣一丁目 | 全域     | 市川市立二俣小学校 | 市川市立高谷中学校 |
| 二俣二丁目 | 全域     | 市川市立二俣小学校 | 市川市立高谷中学校 |
| 二俣       | 360～768 | 市川市立二俣小学校 | 市川市立高谷中学校 |

## 交通

### 鉄道
- 東京地下鉄東西線 原木中山駅西船橋駅
- 東日本旅客鉄道京葉線 二俣新町駅

### 道路
- 京葉道路（原木インターチェンジ）
- 千葉県道179号船橋行徳線
- 千葉県道180号松戸原木線